# Radu Panamarenco
Radu Panamarenco (n. 15 mai 1938, Fundeni, România – d. 26 noiembrie 2007, București, România) a fost un actor român. A jucat în peste 350 de roluri principale în teatru, televiziune sau film.

## Filmografie
- Înainte de tăcere ‎(1978)
- Dragostea mea călătoare (1980)
- Stop cadru la masă (1980) - Savel Solacolu
- Bună seara, Irina! (1980) - ofițerul de marină Valeriu
- Vînătoarea de vulpi (1980)
- Învingătorul (1981)
- Probleme personale (1981)
- De ce trag clopotele, Mitică? (1981)
- Semnul șarpelui (1982)
- Înghițitorul de săbii (1982)
- Un echipaj pentru Singapore (1982)
- Năpasta (1982)
- Scopul și mijloacele (1983)
- Secretul lui Bachus (1984)
- Vreau să știu de ce am aripi (1984)
- Aripi de zăpadă (1985)
- Cuibul de viespi (1987)
- Întîmplări cu Alexandra (1991)
- Vinovatul (1991)
- Stare de fapt (1995)
- Aici nu mai locuiește nimeni (film TV, 1995)
- Frumoșii nebuni ai marilor orașe (film TV, 1997)
- Roberta (2000)
- Detectiv fără voie (serial, 2001)
- Ambasadori, căutăm patrie (2003) - un tată supărat
- Second Hand (2005)

## Legături externe
- https://www.cinemagia.ro/actori/radu-panamarenco-5864/

## Vezi și
- Listă de actori români